# Tara Strong
Tara Lyn (Charendoff) Strong (n. 12 februarie 1973) este o actriță, comediantă, muziciană, cântăreață și femeie de afaceri canadiano-americană de origine evreiască. Este cunoscută pentru sincronizări în rolurile de băieți și fete din filmele de desene animate.
Este căsătorită și stabilită în California, SUA.

## Filmografie
| Film | Film                                                | Film                                      | Film          |
| An   | Titlu                                               | Rol                                       | Note          |
| ---- | --------------------------------------------------- | ----------------------------------------- | ------------- |
| 1987 | The Little Fox                                      | voci adiționale                           |               |
| 1997 | Princess Mononoke                                   | Kaya                                      |               |
| 1997 | 3rd Rock from the Sun                               |                                           |               |
| 1998 | The Rugrats Movie                                   | Dil Pickles                               |               |
| 1998 | Scooby-Doo on Zombie Island                         | Lena                                      |               |
| 1999 | Can of Worms                                        | Lula                                      |               |
| 2000 | Batman Beyond: Return of the Joker                  | Batgirl/Barbara Gordon                    |               |
| 2000 | The Little Mermaid II: Return to the Sea            | Melody                                    |               |
| 2000 | Rugrats in Paris: The Movie                         | Dil Pickles                               |               |
| 2001 | Spirited Away                                       | Boh                                       |               |
| 2002 | The Hunchback of Notre Dame II                      |                                           |               |
| 2002 | Ice Age                                             | Baby Moeritherium                         |               |
| 2002 | The Powerpuff Girls Movie                           | Bubbles, Female Child 1, Female Citizen 1 |               |
| 2002 | Tarzan & Jane                                       | Hazel                                     |               |
| 2002 | Tom and Jerry: The Magic Ring                       | Nibbles                                   |               |
| 2002 | The Wild Thornberrys Movie                          |                                           |               |
| 2003 | The Animatrix: Final Flight of the Osiris           |                                           |               |
| 2003 | 101 Dalmatians II: Patch's London Adventure         | Additional Voices                         | Two Tone      |
| 2003 | Rugrats Go Wild                                     | Dil Pickles                               |               |
| 2003 | Batman: Mystery of the Batwoman                     | Barbara Gordon                            |               |
| 2004 | The Toy Warrior                                     |                                           |               |
| 2005 | The Batman vs. Dracula                              | Vicki Vale                                |               |
| 2005 | Dinotopia: Quest for the Ruby Sunstone              | Mara                                      |               |
| 2005 | The Proud Family Movie                              | Bebe, Cece, Cashew                        |               |
| 2006 | Bah, Humduck! A Looney Tunes Christmas              | Priscilla Pig                             |               |
| 2006 | Bratz Genie Magic                                   | Katia                                     |               |
| 2006 | Leroy & Stitch                                      | Angel                                     |               |
| 2006 | Superman: Brainiac Attacks                          | Mercy Graves                              |               |
| 2006 | Teen Titans: Trouble in Tokyo                       | Raven                                     |               |
| 2007 | Ben 10: Secret of the Omnitrix                      | Ben Tennyson                              |               |
| 2007 | Disney Princess Enchanted Tales: Follow Your Dreams | Sharma                                    |               |
| 2007 | Doctor Strange: The Sorcerer Supreme                | April Strange                             |               |
| 2007 | TMNT                                                | Additional Voices                         |               |
| 2007 | The Aristocats II (Aborted)                         | Marie                                     |               |
| 2008 | Bolt                                                | Additional Voices                         |               |
| 2008 | The Little Mermaid: Ariel's Beginning               | Adella and Andrina (various voices)       |               |
| 2008 | Secrets of the Furious Five                         | Young Tigress                             |               |
| 2008 | The Last White Dishwasher                           | Tamara Swanson                            |               |
| 2009 | Wonder Woman                                        | Alexa                                     |               |
| 2010 | The Drawn Together Movie: The Movie!                | Princess Clara, Toot Braunstein           |               |
| 2013 | My Little PONY: Equestria Girls                     | Twilight Sparkle(numai vocea)             | rol principal |
| 2014 | My Little Pony Equestria Girls: Rainbow Rocks       | Twilight Sparkle(numai vocea)             | rol principal |
| 2014 | A Fairly Odd Summer                                 | Poof și Fairy Timmy Turner                |               |
| 2015 | My Little Pony Equestria Girls: Frendship Game      | Twilight Sparkle                          |               |

| Televiziune (live action) | Televiziune (live action)                    | Televiziune (live action)                                                                                      | Televiziune (live action) |
| An                        | Film                                         | Rol | Note                      |
| ------------------------- | -------------------------------------------- | --- | ------------------------- |
| 1989                      | The Long Road Home                           | |                           |
| 1989                      | Mosquito Lake                                | Tara Harrison                                                                                                  |                           |
| 1991                      | Married to It                                | Student in Pageant                                                                                             |                           |
| 1992                      | A Town Torn Apart                            | |                           |
| 1992                      | The Judge                                    | |                           |
| 1992                      | Forever Knight                               | |                           |
| 1993                      | Family Pictures                              | |                           |
| 1993                      | Kung Fu: The Legend Continues                | |                           |
| 1993                      | Ready or Not                                 | |                           |
| 1994                      | Reform School Girl                           | |                           |
| 1994                      | Thicker Than Blood: The Larry McLinden Story | |                           |
| 1995                      | Skin Deep                                    | |                           |
| 1995                      | National Lampoon's Senior Trip               | Carla Morgan                                                                                                   |                           |
| 1995                      | Party of Five                                | |                           |
| 1998                      | Sabrina Goes to Rome                         | Gwen |                           |
| 1999                      | Sabrina, Down Under                          | Gwen |                           |
| 1999                      | Touched by an Angel                          | |                           |
| 1999                      | Black Mask                                   | Additional Voices                                                                                              |                           |
| 1999                      | Candid Camera                                | |                           |
| 2004                      | Comic Book: The Movie                        | |                           |
| 2006                      | Take Home Chef                               | Herself (live)                                                                                                 |                           |
| 2007                      | The Bad Girls Club                           | Season 2 Narrator                                                                                              |                           |
| 2008                      | According to Jim                             | |                           |
| 2010                      | Big Time Rush                                | Miss Collins                                                                                                   |                           |
| An                        | Titlu                                        | Rol | Note                      |
| Televiziune (Animație)    |                                              | |                           |
| 1987                      | Sylvanian Families                           | Bridget |                           |
| 1987                      | Hello Kitty's Furry Tale Theater             | Hello Kitty |                           |
| 1987                      | Maxie's World                                | |                           |
| 1987–88                   | My Pet Monster                               | |                           |
| 1987–88                   | The Care Bears                               | Carol, Rebecca, Claire, Swift Heart Rabbit, Anna                                                               |                           |
| 1987–88                   | Garbage Pail Kids                            | Patty Putty |                           |
| 1988                      | Clifford the Big Red Dog                     | Diverse |                           |
| 1988                      | T. and T.                                    | |                           |
| 1988                      | Desiree's Wish                               | Waitress |                           |
| 1988                      | Madeline                                     | Chloe |                           |
| 1988                      | The Wild Puffalumps                          | Holly |                           |
| 1989–91                   | Babar                                        | Young Celeste                                                                                                  |                           |
| 1989–91                   | Beetlejuice                                  | Clare, Bertha                                                                                                  |                           |
| 1990                      | Piggsburg Pigs!                              | Dotty, Prissy                                                                                                  |                           |
| 1990                      | The Adventures of Super Mario Bros. 3        | Lemmy "Hip" Koopa and Iggy "Hop" Koopa                                                                         |                           |
| 1990                      | Micii poznași                                | Mizzy Devil |                           |
| 1991                      | Bill and Ted's Excellent Adventures          | |                           |
| 1991                      | ProStars                                     | |                           |
| 1991                      | Wish Kid                                     | |                           |
| 1991                      | Here's How!                                  | |                           |
| 1991–92                   | Super Mario World                            | Lemmy "Hip" Koopa and Iggy "Hop" Koopa                                                                         |                           |
| 1991                      | Ratonii                                      | Donna |                           |
| 1993                      | Povestiri din Criptă                         | |                           |
| 1993–97                   | X-Men                                        | Magik |                           |
| 1993                      | Dennis, pericol public                       | |                           |
| 1995–98                   | Gadget Boy & Heather                         | Heather |                           |
| 1995–2003                 | Little Bear                                  | Tutu |                           |
| 1995                      | The Schnookums and Meat Funny Cartoon Show   | Toulouse |                           |
| 1996                      | Ace Ventura: detectivu' lu' pește            | Voci adiționale                                                                                                |                           |
| 1996–2003                 | Laboratorul lui Dexter                       | Diverse |                           |
| 1996–98                   | Adventures from the Book of Virtues          | Girl |                           |
| 1996–97                   | Aventurile reale ale lui Jonny Quest         | Kazrina |                           |
| 1997–99                   | Vaca și puiul                                | Diverse |                           |
| 1997                      | 101 Dalmațieni                               | Spot, Two-Tone                                                                                                 |                           |
| 1997                      | Extreme Ghostbusters                         | Kylie Griffin                                                                                                  |                           |
| 1997                      | Healthspells                                 | |                           |
| 1997–2004                 | Aventuri în patru labe                       | Dil Pickles |                           |
| 1997                      | The Angry Beavers                            | Nurse Trudy |                           |
| 1997–99                   | Noile Aventuri cu Batman                     | Batgirl/Barbara Gordon                                                                                         |                           |
| 1997–98                   | Channel Umptee-3                             | |                           |
| 1998                      | Tekkaman Blade II                            | Yumi Francois/Tekkaman Hiver                                                                                   |                           |
| 1998–2004                 | King of the Hill                             | |                           |
| 1998                      | Gadget Boy's Adventures In History           | Heather |                           |
| 1998–2005                 | Fetițele Powerpuff                           | Bubbles |                           |
| 1998                      | Sabrina, vrăjitoarea adolescentă             | Molly Dolly |                           |
| 1999                      | Timon și Pumbaa                              | |                           |
| 1999–2000                 | Detention                                    | Shareena Wickett                                                                                               |                           |
| 1999                      | Pepper Ann                                   | Brenda |                           |
| 1999                      | Copiii de la 402                             | Penny Grant |                           |
| 1999                      | Mona the Vampire                             | |                           |
| 1999                      | Sonic Underground                            | Voci adiționale                                                                                                |                           |
| 2000–04                   | The Weekenders                               | Kristi, Kandi                                                                                                  |                           |
| 2000–2018                 | Family Guy                                   | Diverse |                           |
| 2000–01                   | Copiii de la 402                             | Penny Grant, Sanjay, Joey                                                                                      |                           |
| 2000                      | Clerks: The Animated Series                  | Giggling Girl                                                                                                  |                           |
| 2000                      | Sailor Moon S                                | additional voices                                                                                              |                           |
| 2000                      | The Wild Thornberrys                         | Little Boy |                           |
| 2000                      | Gotham Girls                                 | Barbara Gordon / Batgirl, Elizabeth Styles                                                                     |                           |
| 2001–02                   | The Zeta Project                             | Vega, Macy |                           |
| 2001–17                   | Nașii mei vrăjitori                          | Timmy Turner, Poof, Britney Britney, alte voci                                                                 |                           |
| 2001–05                   | The Proud Family                             | Bebe and Cece Proud, Puff                                                                                      |                           |
| 2001                      | Thomas și prietenii săi                      | Bridgett Hatt                                                                                                  |                           |
| 2002                      | Spioanele                                    | Various Characters                                                                                             |                           |
| 2002–07                   | Kim Possible                                 | |                           |
| 2002–04                   | Fillmore!                                    | Ingrid Third                                                                                                   |                           |
| 2002–03                   | Lloyd in Space                               | Cindy's Nice Head                                                                                              |                           |
| 2002                      | The Paz Show                                 | Rabbit |                           |
| 2002                      | Ce e nou, Scooby-Doo?                        | Terry/Alexandra Viggi/Trudy                                                                                    |                           |
| 2003–06                   | Nume de Cod: Clanul Nebunaticilor de Alături | Mushi Sanban                                                                                                   |                           |
| 2003                      | Liga Dreptății                               | Sera, Queen |                           |
| 2003–06                   | Tinerii Titani                               | Christina |                           |
| 2003                      | Spider-Man: The New Animated Series          | |                           |
| 2003–07                   | Jakers! The Adventures of Piggley Winks      | Dannan 'O Mallard / Molly Winks                                                                                |                           |
| 2003–06                   | Lilo și Stitch                               | Angel, Lilo adult, BeBe Proud, CeCe Proud, Puff                                                                |                           |
| 2003–06                   | Confruntarea Șaolin                          | Omi, Megan, T-Rex                                                                                              |                           |
| 2003–08                   | All Grown Up!                                | Dylan "Dil" Pickles                                                                                            |                           |
| 2004–07                   | Danny Phantom                                | Ember McLain, Star, and Penelope Spectra                                                                       |                           |
| 2004–05                   | Megas XLR                                    | Pulsar, Comet                                                                                                  |                           |
| 2004–05                   | Stroker and Hoop                             | Diverse |                           |
| 2003                      | The Animatrix                                | Crew Woman ("Final Flight of the Osiris") / Nurse ("World Record") / Misha ("Beyond")                          |                           |
| 2003                      | Regele Șaman                                 | Young Yoh |                           |
| 2004                      | Drawn Together                               | Princess Clara, Toot Braunstein, Wilma                                                                         |                           |
| 2004                      | Casa Foster pentru prietenii imaginari       | Terrance |                           |
| 2004                      | The Infinite Darcy                           | |                           |
| 2004                      | Hi Hi Puffy AmiYumi                          | Little Girl |                           |
| 2005                      | Dragonul American: Jake Long                 | Kara & Sara, Veronica, Stacey                                                                                  |                           |
| 2005                      | Avatar: Legenda lui Aang                     | Mai's mother, Actress Azula                                                                                    |                           |
| 2005                      | Ben 10                                       | Ben Tennyson, Upgrade, Future Gwen, Buzzshock, Benwolf, Lucy, Ken Tennyson, Sandra Tennyson, Additional voices |                           |
| 2005                      | Brandy și Dl. Mustăcilă                      | Gabriella/Mom Howler                                                                                           |                           |
| 2005                      | The Buzz on Maggie                           | Dawn Swatworthy                                                                                                |                           |
| 2005                      | Tabăra lui Lazlo                             | Amber, Tootie, & Honey                                                                                         |                           |
| 2005                      | Family Guy                                   | Meg Griffin's singing voice                                                                                    |                           |
| 2005                      | Juniper Lee                                  | Roger, Lila the Sasquatch                                                                                      |                           |
| 2006                      | Liga Dreptății fără limite                   | Johnny |                           |
| 2006                      | Legiunea de super-eroi                       | Alexis Luthor/Esper/Emerald Empress                                                                            |                           |
| 2006                      | Înlocuitorii                                 | Sierra |                           |
| 2007                      | Prietenii mei, Tigger și Pooh                | Porcupine |                           |
| 2007                      | The Boondocks                                | Cindy McPhearson                                                                                               |                           |
| 2007                      | Chowder                                      | Truffles |                           |
| 2007                      | Phineas și Ferb                              | Additional Voices                                                                                              |                           |
| 2007                      | Sushi Pack                                   | Maguro |                           |
| 2007                      | Transformers Animated                        | Sari Sumdac, Slipstream, Slo-Mo, Strika, Red Alert, Mayor Edsel's press secretary, Carly, Teletran-1           |                           |
| 2008                      | Wow! Wow! Wubbzy!                            | Daizy "Dazed"                                                                                                  |                           |
| 2008                      | Ben 10: Echipa extraterestră                 | Princess Attea (1 episode)                                                                                     |                           |
| 2008                      | Kid vs Kat                                   | Phoebe |                           |
| 2009                      | Wolverine and the X-Men                      | Marrow, Dust, X-23, Firestar, Stepford Cuckoos, Magik/Illyana                                                  |                           |
| 2009                      | The Powerpuff Girls Rule!                    | Bubbles |                           |
| 2009                      | Batman: Neînfricat și cutezător              | Huntress, Billy Batson, Mary Marvel                                                                            | [ 4 ]                     |
| 2009                      | The Goode Family                             | |                           |
| 2009                      | The Super Hero Squad Show                    | H.E.R.B.I.E., Invisible Woman, Scarlet Witch, Brynnie Bratton, Destiny                                         |                           |
| 2009                      | Random! Cartoons                             | Beth, New Alien                                                                                                |                           |
| 2009                      | El Chavo                                     | Doña Florinda, La Popis                                                                                        |                           |
| 2010                      | Pinguinii din Madagascar                     | Eggy the duckling                                                                                              |                           |
| 2010                      | Castaway Cats                                | Seven Kittens                                                                                                  |                           |
| 2010                      | Generator Rex                                | Alan |                           |
| 2010                      | Micul meu ponei: Prietenia este magică       | Twilight Sparkle                                                                                               | rol principal             |

| Jocuri video | Jocuri video                                 | Jocuri video                   | Jocuri video |
| An           | Joc                                          | Rol                            | Note         |
| ------------ | -------------------------------------------- | ------------------------------ | ------------ |
| 2000         | Banjo-Tooie                                  | Merry Maggie Malpass           |              |
| 2000         | Icewind Dale                                 | Yxunomei                       |              |
| 2000         | Orphen: Scion of Sorcery                     |                                |              |
| 2000         | Sacrifice                                    |                                |              |
| 2001         | Batman Vengeance                             | Batgirl/Barbara Gordon         |              |
| 2001         | Final Fantasy X                              | Rikku                          |              |
| 2001         | Tony Hawk's Pro Skater 3                     |                                |              |
| 2001         | Rugrats: All Growed Up – Older and Bolder    | Dil Pickles                    |              |
| 2002         | Pirates: The Legend of Black Kat             | Mara                           |              |
| 2002         | Tony Hawk's Pro Skater 4                     |                                |              |
| 2002         | Whacked!                                     | Lucy, Charity                  |              |
| 2003         | Final Fantasy X-2                            | Rikku                          |              |
| 2004         | Hot Shots Golf Fore!                         | Emma                           |              |
| 2004         | Jak 3                                        | Keira, Seem                    |              |
| 2004         | La Pucelle: Tactics                          | Goddess Poitreene, Chocolat    |              |
| 2004         | Ninja Gaiden                                 | Rachel                         |              |
| 2004         | Shrek 2                                      | Lil' Red                       |              |
| 2004         | Spyro: A Hero's Tail                         | Ember, Flame                   |              |
| 2004         | Tales of Symphonia                           | Presea Combatir, Corrine       |              |
| 2005         | Jak X: Combat Racing                         | Keira                          |              |
| 2005         | Killer7                                      | Kaede Smith                    |              |
| 2005         | Psychonauts                                  | Sheegor                        |              |
| 2005         | Shrek SuperSlam                              | Red Riding Hood                |              |
| 2005         | Tales of Legendia                            | Norma Beatty                   |              |
| 2005         | Viewtiful Joe: Red Hot Rumble                | Captain Blue Jr.               |              |
| 2005         | Xenosaga II                                  | Sakura Mizrahi                 |              |
| 2005         | X-Men Legends II: Rise of Apocalypse         | Blink                          |              |
| 2006         | Blue Dragon                                  | Kluke                          |              |
| 2006         | Cartoon Network Racing                       | Bubbles                        |              |
| 2006         | Family Guy Video Game!                       | additional voices              |              |
| 2006         | Justice League Heroes                        | Supergirl                      |              |
| 2006         | Kingdom Hearts II                            | Rikku                          |              |
| 2006         | Metal Gear Solid: Portable Ops               | Elisa & Ursula                 |              |
| 2006         | Ninja Gaiden Sigma                           | Rachel                         |              |
| 2006         | Onimusha: Dawn of Dreams                     | Arin                           |              |
| 2006         | Xiaolin Showdown                             | Omi                            |              |
| 2007         | Ben 10: Protector of Earth                   | Ben Tennyson                   |              |
| 2007         | Gurumin: A Monstrous Adventure               | Cream, Mosby, and Baby Tokaron |              |
| 2007         | Lost Odyssey                                 | Seth                           |              |
| 2007         | Ratchet & Clank Future: Tools of Destruction | Talwyn                         |              |
| 2008         | Ratchet & Clank Future: Quest for Booty      | Talwyn                         |              |
| 2008         | Tales of Symphonia: Dawn of the New World    | Presea Combatir                |              |
| 2008         | Line Rider 2: Unbound                        | Bailey                         |              |
| 2008         | Wii Music                                    | Melody Tute                    |              |
| 2008         | Crash: Mind over Mutant                      | Additional Voices              |              |
| 2009         | Fat Princess                                 | Princess                       |              |
| 2009         | Cartoon Network Universe: FusionFall         | Bubbles                        |              |
| 2009         | Jak and Daxter: The Lost Frontier            | Keira                          |              |
| 2009         | Ice Age: Dawn of the Dinosaurs               |                                |              |
| 2009         | Watchmen: The End Is Nigh                    |                                |              |
| 2009         | Ninja Gaiden Sigma 2                         | Rachel, Sanji                  |              |
| 2010         | Metal Gear Solid: Peace Walker               | Paz                            |              |
| 2010         | No More Heroes 2: Desperate Struggle         | Cloe Walsh, Margaret           |              |
| 2012         | My Little Pony                               | Twilight Sparkle               |              |